# Selište (miasto Prokuplje)
Selište (cyr. Селиште) – wieś w Serbii, w okręgu toplickim, w mieście Prokuplje. W 2011 roku liczyła 14 mieszkańców.